# Fotoplastikon

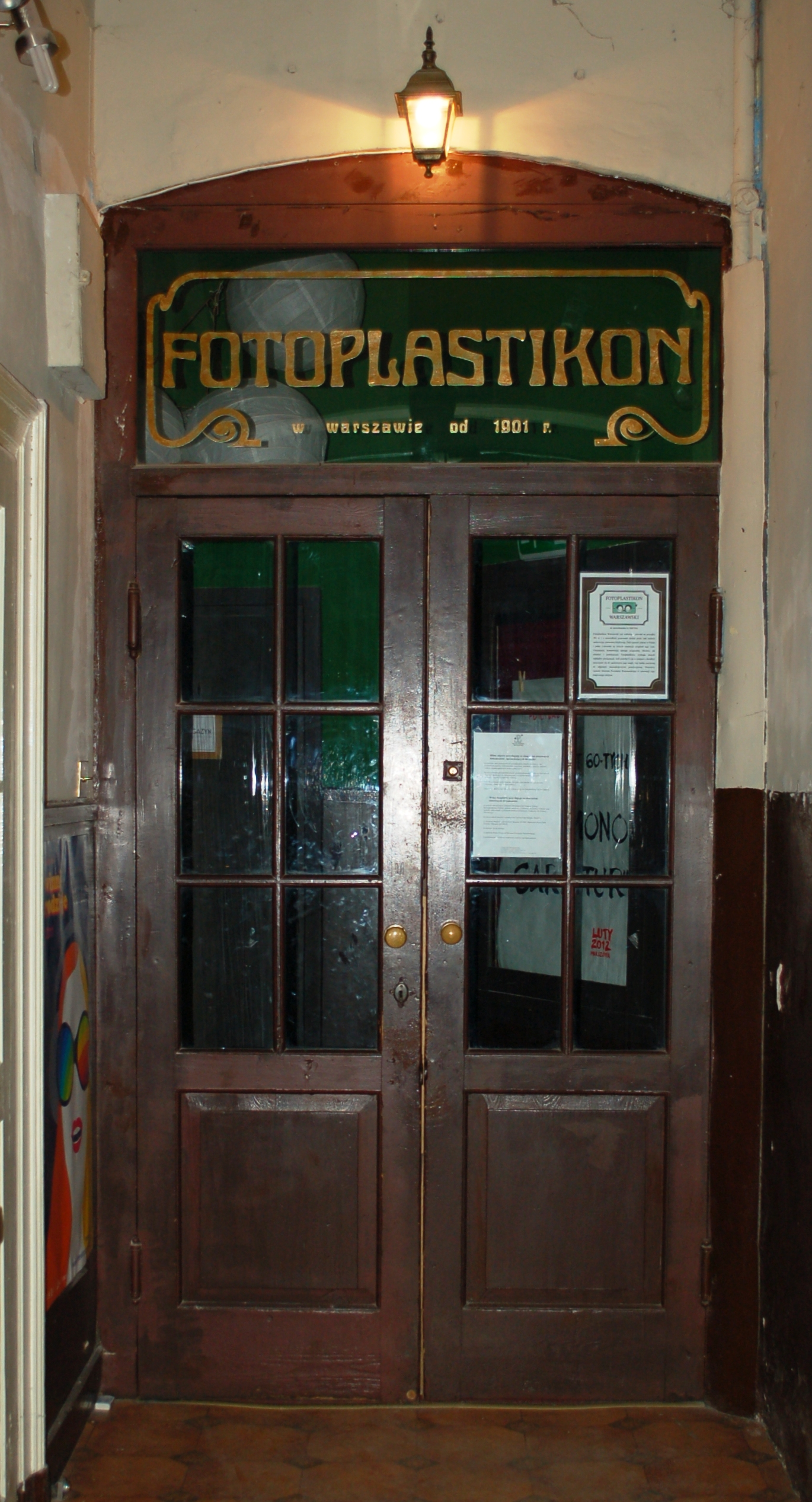
Eingang zum Fotoplastikon im Frühjahr 2012

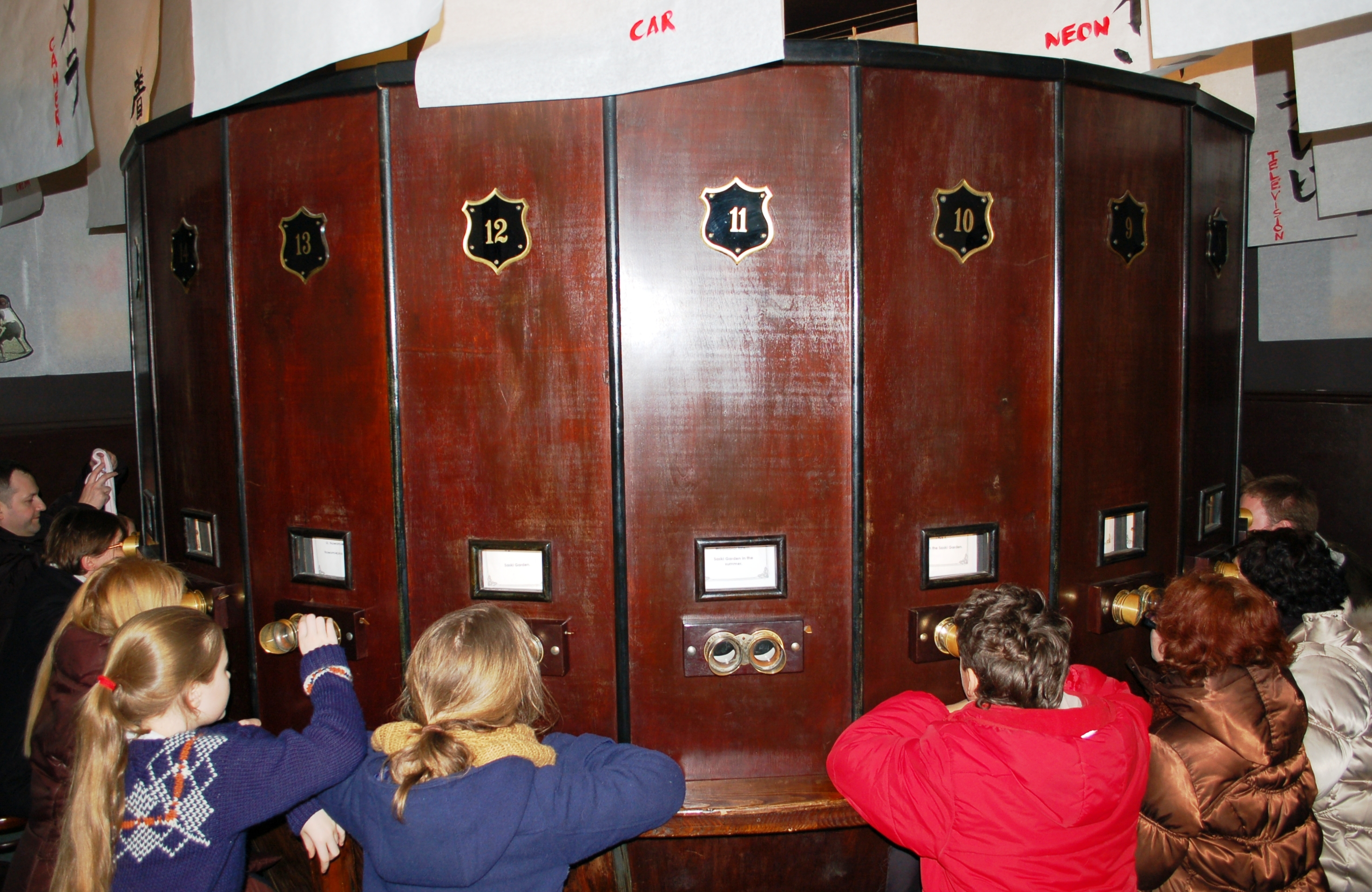
Besucher des funktionstüchtigen Kaiserpanoramas

Das Fotoplastikon in Warschau befindet sich in einem Hinterhofgebäude an den Aleje Jerozolimskie 51. Es ist das älteste seit seiner Aufstellung an seinem Originalplatz stehende Kaiserpanorama der Welt.

## Geschichte
Das Fotoplastikon wurde 1946 an seinem heutigen Standort aufgestellt. Das Gebäude selbst war um 1905 im neubarocken Stil errichtet worden. In den 1950er und 1960er Jahren trafen sich hier regimekritische Warschauer, die sich Bilder aus westeuropäischen Großstädten ansehen und Jazzmusik anhören konnten.
Nach dem Krieg wurde das Fotoplastikon von Józef Chudy und in der Nachkriegszeit von seinem Sohn Tadeusz betrieben. Am 16. Juli 2008 unterzeichnete das Museum des Warschauer Aufstandes eine Vereinbarung mit Chudy, nach der das Museum die Aufsicht über den Betrieb des Fotoplastikons übernahm. Dieser Vertrag resultierte aus der Entscheidung der Einwohner der Stadt, das Fotoplastikon zu einem der historischen Denkmäler Warschaus zu machen. Die umfangreiche, aus rund 10.000 Exemplaren bestehende Stereoskopie-Fotosammlung wird seitdem in ständig wechselnden Themenblöcken präsentiert. Das Fotoplastikon ist eines der weltweit wenigen noch betriebenen Geräte dieses Typs.